# 宮戸優光
宮戸 優光（みやと ゆうこう、1963年6月4日 - ）、本名・旧リングネーム：宮戸 成夫（みやと しげお）は、神奈川県出身の男性元プロレスラー、元イノキ・ゲノム・フェデレーション（IGF）ゼネラル・マネージャー、現C.A.C.C.スネークピットジャパン代表。玉川大学中退。現役時公称身長177cm、体重93kg。

## 来歴

### 現役時代
1985年9月6日の第1次UWFデビュー。
1988年、第2次UWFの旗揚げに参加。前田日明、高田延彦らと行動を共にしたが、選手間での結束を呼びかけた前田の提案に異を唱えた。その後第2次UWFは解散したため、このことが解散の一つの契機となったという説もある。
その後、高田を中心としたUWFインターナショナルの旗揚げに参加する。選手以外の裏方として「1億円トーナメント」などの当時としては画期的なプロモーションや、ゲーリー・オブライトら強豪外国人レスラーの発掘などで活躍し「Uインターの頭脳」「Uの新間」と呼ばれた（これらについてはUWFインターナショナル#特色項を参照）。1億円トーナメントの開催や高田延彦対蝶野正洋戦実現のために新日本プロレス事務所訪問事件を起こしたことにより、後に対抗戦を主導することとなる長州力にはかなり疎まれていた。
1995年9月、新日本プロレスとの提携路線に反発してUインターを退団して引退。よって、10月9日の新日本プロレス東京ドーム大会で開催された「激突!!新日本プロレス対UWFインターナショナル全面戦争」の第5試合として組まれていた蝶野正洋戦は無くなった。ただし宮戸自身は後のインタビューで、東京ドーム大会は宮戸がいないことを前提に開催が決定したものであり、参戦のオファーすら受けておらず「元から実体が無いカードだったんですよ」と述べている。

### 引退後
引退後は料理人を目指し、周富徳に弟子入りしていたが、流智美の仲介でルー・テーズに再会したことをきっかけにプロレスへの情熱が再燃し、1999年にキャッチ・アズ・キャッチ・キャンの一般会員制ジム「U.W.F.スネークピットジャパン（現：C.A.C.C.スネークピットジャパン）」を設立し代表に就任した。ヘッドコーチにビル・ロビンソンを招聘し、2011年時点で井上学・鈴川真一・鈴木秀樹・定アキラら後進の指導にあたっている。
2002年11月24日、PRIDE.23で高田延彦対田村潔司戦ではUインター時代のジャージを着用し、田村のセコンドを務めた。
2003年7月、著書『U.W.F.最強の真実』発売。
2006年5月、かつての同僚・垣原賢人の引退試合でも、新日本プロレスのリングに姿を現した。
2008年9月、U.W.F.スネークピットジャパンとIGFの業務提携が発表され、宮戸はIGFのゼネラルマネージャーに就任。
2012年7月、IGFのゼネラルマネージャーを退任。
2019年9月、C.A.C.C.スネークピットジャパン内にちゃんこ料理店「“ちゃんこ”の台所」を併設。自ら厨房にも立つ。

## 人物・エピソード
- 初期のPRIDEでリングにラウンドガールが挙がっているのを見て、宮戸は「リングにあんな女を上げちゃ駄目だよね」と反対していた。その教えを受けた田村潔司も2017年の座談会で「あれこそアマチュアじゃないですか。友達とかまでリングに上げてしまうし『あれって誰向けに発信してるの?』っていうのがあってね。引退とか特別なことなら理解するけど」と宮戸の意見に賛同しており、ライターの堀江ガンツも「相撲の話で言えば、稀勢の里が優勝しても仲間とか後援者を土俵上には呼ばないですもんね（笑）」とうなずいていた[2]。

## 著書
- 『U.W.F.最強の真実』（2003年6月27日、エンターブレイン）ISBN 978-4-7577-1528-8
- 『U.W.F.最強の真実』（文庫版）（2007年12月20日、講談社）ISBN 978-4-06-281167-5
- 『プロレスの教科書 “人間風車" ビル・ロビンソン直伝 〝蛇の穴″のレスリング キャッチ・アズ・キャッチ・キャン スキルブック』（2016年5月27日、ベースボール・マガジン社）ISBN 978-4-583109855